# Rejon barguziński
Rejon barguziński (ros. Баргузинский район; bur. Баргажанай аймаг) – rejon w azjatyckiej części Rosji, wchodzący w skład Republiki Buriacji. Stolicą rejonu jest Barguzin (6,0 tys. mieszkańców). Rejon został utworzony 23 grudnia 1923 roku.

## Położenie
Rejon położony jest w centralnej części Buriacji przy ujściu rzeki Barguzin do jeziora Bajkał w Dolinie Barguzińskiej. Średnia wysokość bezwzględna terenów rejonu waha się pomiędzy 500 a 700 m n.p.m., a najwyższe szczyty sięgają nawet 2700 m n.p.m. W krajobrazie Doliny Barguzińskiej przeważa las górskiej tajgi, z obszarami stepowymi w jej środkowej części.

## Ludność
Rejon zamieszkany jest przez 25.689 osób (2007 r.). Struktura narodowościowa rejonu przedstawia się następująco:
- Rosjanie – 73,8%
- Buriaci – 23,4%
- pozostali – 2,8%

Średnia gęstość zaludnienia w rejonie wynosi 1,4 os./km².

## Podział administracyjny
Rejon podzielony jest na 9 wiejskich osiedli i jedno osiedle miejskie:

### Osiedla miejskie
| Nazwa osiedla miejskiego                         | Ośrodki administracyjne      |
| ------------------------------------------------ | ---------------------------- |
| Ust-Barguzin (Усть-Баргузин городское поселение) | Ust-Barguzin (Усть-Баргузин) |

### Osiedla wiejskie
| Nazwa osiedla wiejskiego                         | Ośrodki administracyjne |
| ------------------------------------------------ | ----------------------- |
| Adamowskoje (Адамовское сельское поселение)      | Adamowo (Адамово)       |
| Barguzinskoje (Баргузинское сельское поселение)  | Barguzin (Баргузин)     |
| Bajangolskoje (Баянгольское сельское поселение)  | Bajangoł (Баянгол)      |
| Suwinskoje (Сувинское сельское поселение)        | Suwo (Суво)             |
| Uljunskoje (Улюнское сельское поселение)         | Uljun (Улюн)            |
| Urinskoje (Уринское сельское поселение)          | Uro (Уро)               |
| Czitkanskoje (Читканское сельское поселение)     | Czitkan (Читкан)        |
| Chiłganajskoje (Хилганайское сельское поселение) | Chiłgana (Хилгана)      |
| Jubilejnoje (Юбилейное сельское поселение)       | Jubilejnyj (Юбилейный)  |